# 김영숙 (피겨스케이팅 선수)
김영숙(1979년 6월 12일~)은 조선민주주의인민공화국의 피겨스케이팅 선수이다. 2006년 동계 올림픽 여자 싱글에 참가했다.

## 경력
평양 출신으로 2001년, 2003년, 2004년, 2005년, 2006년, 2007년 조선민주의인민공화국 피겨스케이팅 선수권 대회에서 우승했다.
2003년 2월 일본 아오모리에서 열린 2003년 동계 아시안 게임에 참가하여 여자 싱글에서 일본의 아라카와 시즈카, 스구리 후미에, 나카노 유카리의 뒤를 이어 4위에 올랐다.
2004년 4월 슬로베니아 예세니체에서 열린 트리글라우 트로피에서 쇼트 프로그램과 프리 스케이팅 모두 1위에 오르면서 금메달을 획득했다. 2005년 10월에는 오스트리아 빈에서 열린 카를 셰퍼 메모리얼 대회에서 중국의 류옌의 뒤를 이어 준우승을 차지하면서 올림픽 출전권을 획득했다.
2006년 2월 이탈리아 토리노에서 열린 2006년 동계 올림픽 여자 싱글에 참가했으며 1992년 동계 올림픽에 출전한 리경옥 이후 처음으로 올림픽에 출전한 여자 피겨스케이팅 싱글 선수가 되었다. 쇼트 프로그램에서 27위를 기록하면서 프리 스케이팅 진출에는 실패했다.
2007년 2월 중국 창춘에서 열린 자신의 두 번째 아시안 게임인 2007년 동계 아시안 게임에 참가했으나 경기에 출전하지 않고 기권했다.